# Kecskedága
Kecskedága (románul: Chișcădaga) falu Romániában, Erdélyben, Hunyad megyében.

## Fekvése
Dévától 13 kilométerrel északnyugatra, a Kaján-patak bal partján fekszik.

## Lakossága
- 1785-ben 252 lakosa volt. Ugyanebben a vármegye összeírása 44 ortodox családot talált helyben.[1]
- 1910-ben 565 lakosából 556 volt román és hét magyar anyanyelvű; 556 ortodox és hat római katolikus vallású.
- 2002-ben 374 lakosából 373 volt román nemzetiségű; ugyanannyi ortodox vallású.

## Története
Először 1453-ban említették Keczkedag, majd 1459-ben Kechkedaga alakban. A 15–16. században Déva várához tartozott. Hunyad vármegyei román lakosságú falu volt. 1673-ban négy jobbágycsalád lakta. 1784-ben a felkelők feldúlták Nicolae és Iosif Markotsan nemesek házát. 1846-ban F. A. birtokos óvodát alapított benne.

## Gazdasága
- A Carpatcement cementgyár 1972 és 1976 között épült és évi 1,65 millió tonna cement gyártási kapacitású. 2000 óta áll német tulajdonban és 2004 óta használ üzemanyagként használt gumiabroncsokat.[3] Vasúti szárnyvonala, amely Marosnémetinél csatlakozik a fővonalhoz, ma már kizárólag cementet szállít a kecskedágai gyárból.

## Képek

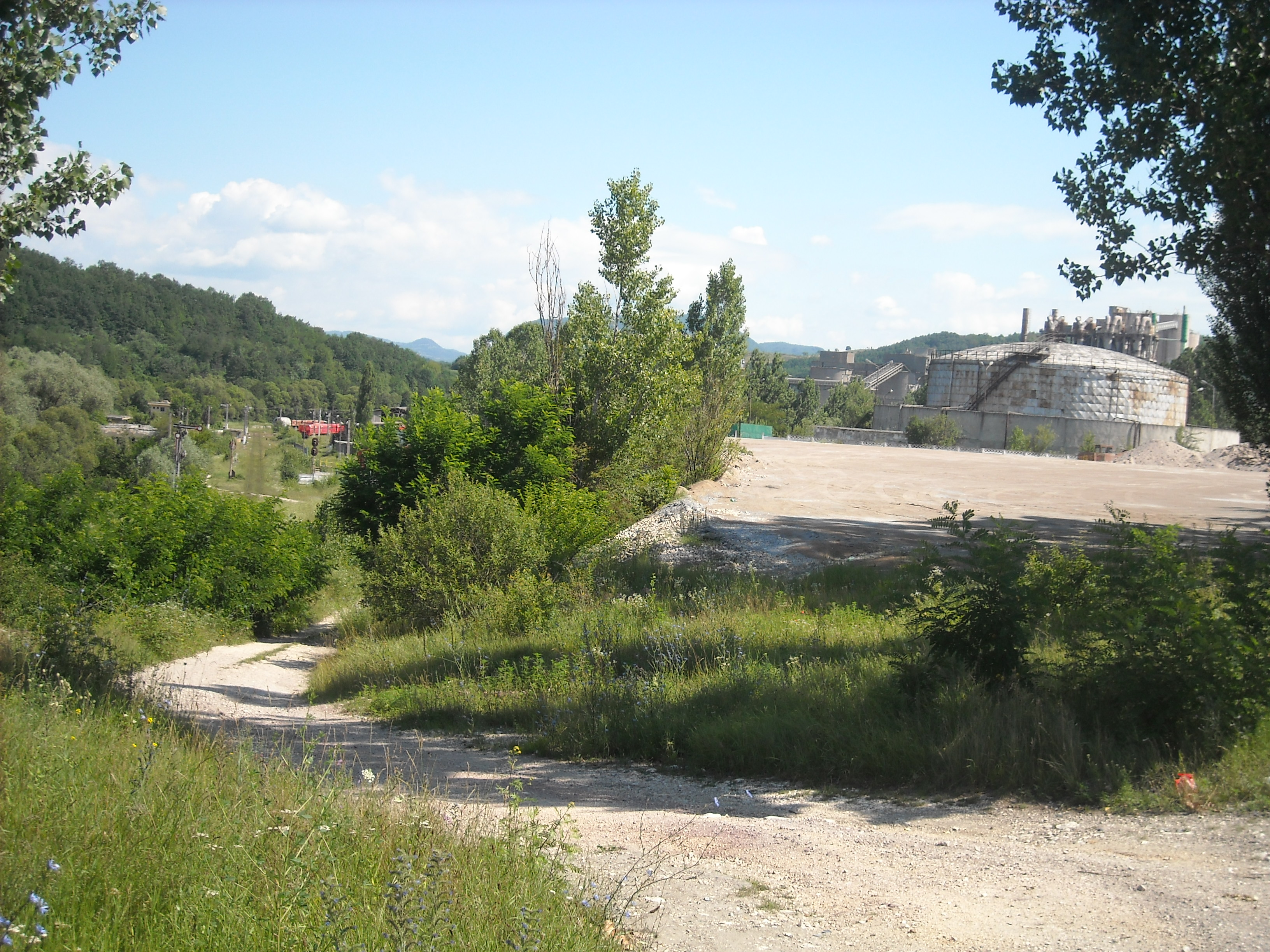
A cementgyár, baloldalt a vasúttal
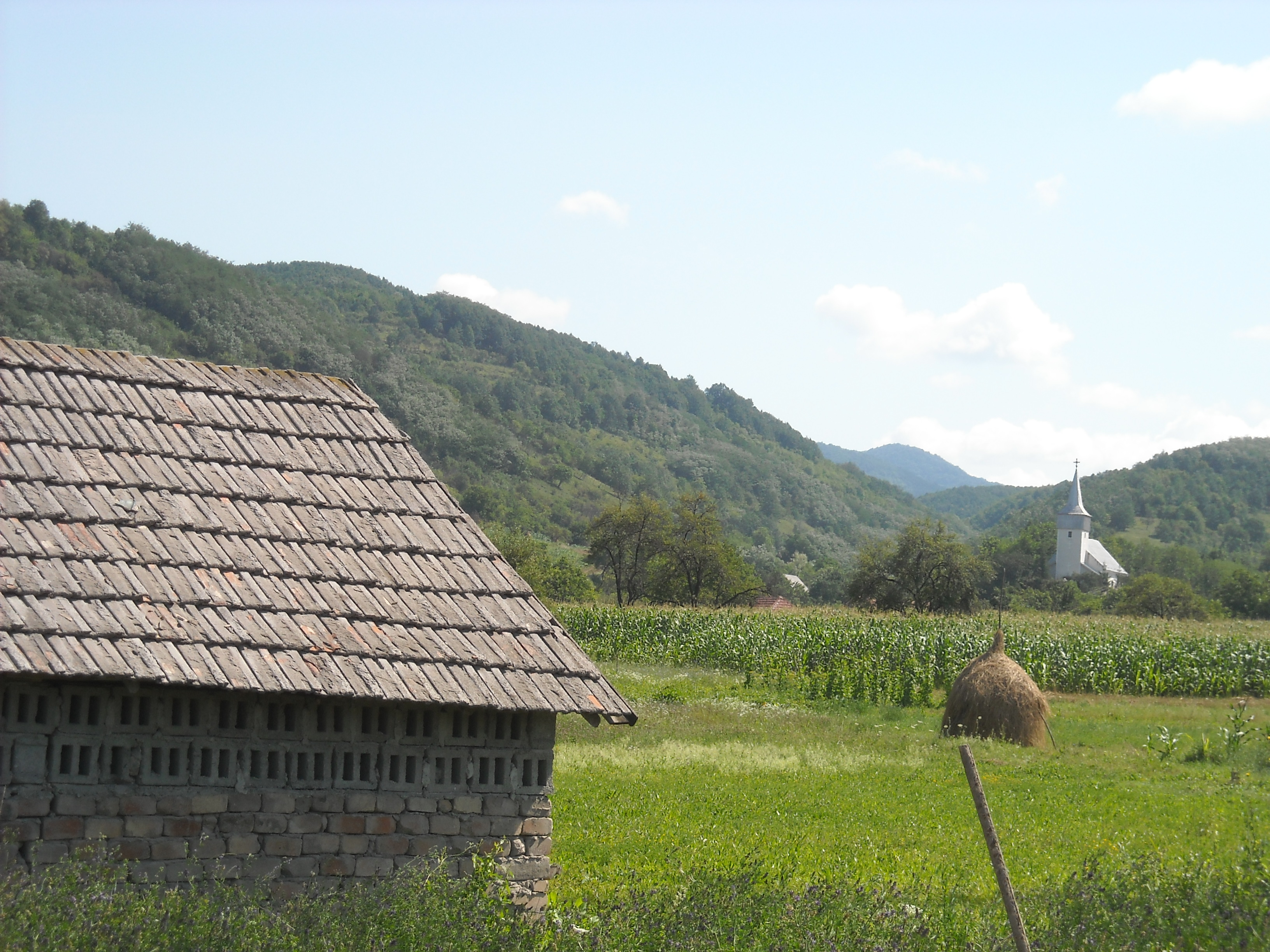
Az ortodox templom
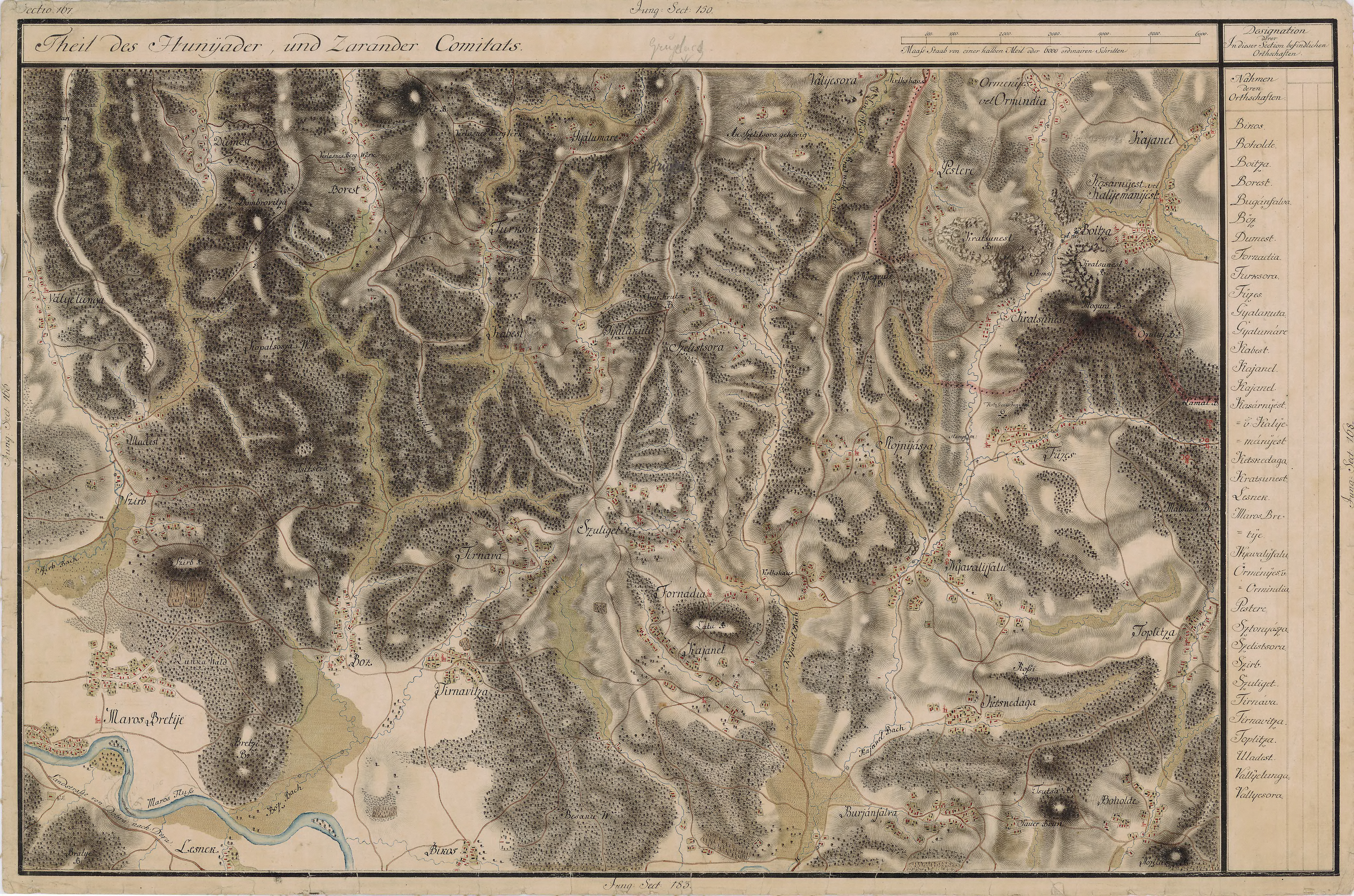
Kecskedága környéke 1769–72 között